# Pathology
Pathology (Juegos criminales en el mundo hispano) es una película de horror y suspenso dirigida por Marc Schoelermann y escrita por Mark Neveldine y Brian Taylor, los guionistas de Crank. El elenco fue anunciado el 4 de abril de 2007 y la filmación inició en mayo del 2007. La película fue estrenada el 11 de abril de 2008 en Reino Unido.

## Resumen
La introducción muestra una cámara grabando caras y cuerpos, con sus bocas siendo movidas por estudiantes médicos. Esto da una muestra de la personalidad de los personajes, luego se muestra también su comportamiento a medida que se acercan a su muerte.    
Un grupo de residentes estudiando patología inventan un reto: mirar cuál de los seis puede cometer el perfecto e indetectable asesinato. 
El estudiante de la escuela de medicina Teddy Grey se gradúa de Harvard como uno de los mejores estudiantes de su clase y se une a uno de los más prestigiosos programas de patología. Con talento y determinación, Ted es rápidamente anunciado por el privilegiado grupo élite del programa de patología interna, que lo invita a formar parte. Con intriga hacia sus nuevos amigos, comienza a descubrir secretos que nunca imaginó y descubre que él se convirtió inconscientemente en un peón en su peligroso y secreto juego de quién comete el asesinato perfecto. En la medida en que Ted es seducido por esta macabra actividad, el peligro se vuelve real y él debe permanecer al margen de este juego antes que sea su siguiente víctima.
Grey se une a su juego, hasta que eventualmente el líder del grupo, el Dr. Gallo, se da cuenta de que Grey está durmiendo con su novia, la Dr. Juliette Bath, mientras Gallo se encontraba asesinando gente. Sin mencionar que luego Grey descubre que lo que inicialmente parecían asesinatos de delincuentes, son ahora solo gente asesinada por diversión.  
Cuando la novia de Grey lo visita para quedarse en su apartamento, Gallo, enojado por la infidelidad de su novia, decide matarla en su próximo juego. Sin embargo, justo cuando están a punto de iniciar la autopsia del Dr. Bath; mientras planeaban la muerte de Grey, Gallo se da cuenta de que el gas ha sido soltado en la habitación y logra escapar, sobreviviendo así a la gran explosión que tuvo lugar cuando un miembro del grupo encendió un tubo de metanfetamina, matándolos a todos menos a Grey, que no estaba en la habitación y es luego visto escapando de la explosión.
Después de esto, Gallo se dirige a matar a la prometida del Dr. Grey en lo que cree que será el "asesinato perfecto". Al completar el reporte de la autopsia de su asesinada prometida, Grey es noqueado por Gallo y es forzado a intercambiar insultos con él. Grey usa la retórica de Gallo en su contra, luego es liberado por el patólogo Dr. Ben Stravinsky, y juntos matan a Gallo exactamente de la misma forma en que él mató a la prometida del Dr. Grey.

## Reparto
| Actor            | Personaje             |
| ---------------- | --------------------- |
| Milo Ventimiglia | Dr. Ted Grey          |
| Michael Weston   | Dr. Jake Gallo        |
| Alyssa Milano    | Gwen Williamson       |
| Lauren Lee Smith | Dra. Juliette Bath    |
| Johnny Whitworth | Dr. Griffin Cavanaugh |
| John de Lancie   | Dr. Quentin Morris    |
| Mei Melançon     | Dra. Catherine Ivy    |
| Keir O'Donnell   | Dr. Ben Stravinsky    |
| Dan Callahan     | Chip Bentwood         |
| Larry Drake      | Gordo Bastardo        |
| Buddy Lewis      | Harper Johnson        |
| Alan Blumenfeld  | Sr. Williamson        |
| Deborah Pollack  | Sra. Williamson       |
| Anne Girard      | Donna (cita de Ben)   |
| Jarvis W. George | Jarvis George         |
| Don Smith        | Hombre en el bus      |
| Sam Witwer       | Muchacho en fiesta    |

## Críticas
La película recibió opiniones mezcladas por parte de los críticos. El 23 de abril de 2008, Rotten Tomatoes reportó que el 47 % de los críticos le dio calificaciones positivas a la película, basada en 19 críticas. Metacritic, basada en 8 opiniones, reportó que la película tenía un puntuación promedia de 55 de 100.